# Трофейное искусство (Вторая мировая война)

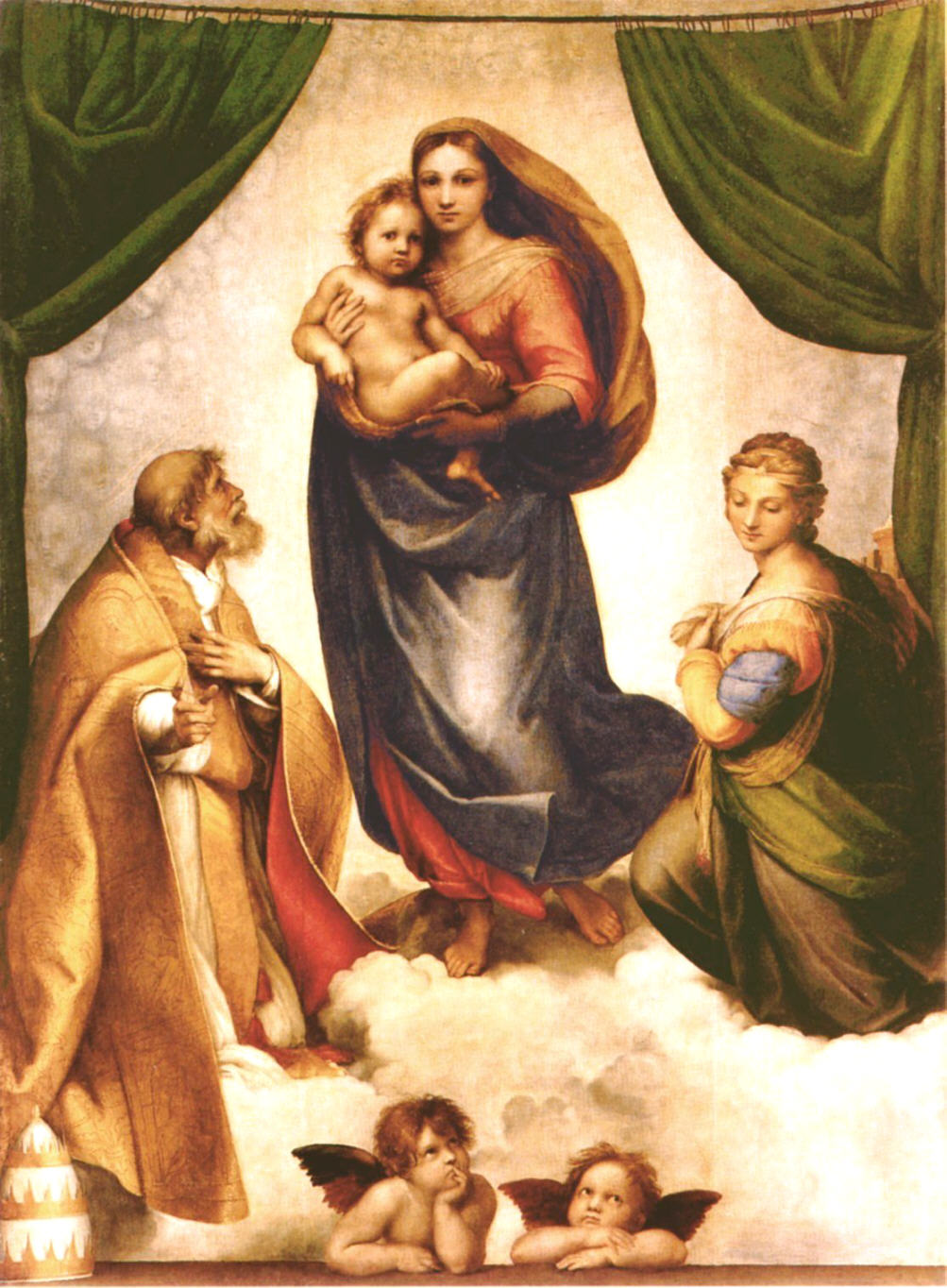
С 1945 по 1955 год в Москве: Рафаэль. Сикстинская Мадонна из собрания Дрезденской картинной галереи

Трофейное искусство в годы Второй мировой войны — культурные ценности, перемещённые во время и после окончания Второй мировой войны. В первую очередь это относится к произведениям искусства, вывезенными немецкими оккупационными властями на трерриторию рейха, а также к произведениям искусства, конфискованным в качестве трофея советскими оккупационными властями.

## Трофейное искусство в Германии
С 1939 по 1944 год на захваченных вермахтом территориях национал-социалисты систематически разграбляли музеи, библиотеки, замки и частные коллекции. В поиске и вывозе произведений искусства и архивов соревновались оперативный штаб рейхсляйтера Розенберга, отряд специального назначения Кюнсберга и научно-педагогическое сообщество Аненербе под руководством Генриха Гиммлера.
Некоторые трофейные произведения искусства предназначались для будущего «Музея фюрера» в Линце. Конфискованные библиотеки предполагалось использовать в учебных целях. Немалая часть произведений искусства попала в частную коллекцию Германа Геринга.
В период с 1943 по 1948 год значительная часть украденного национал-социалистическими организациями трофейного искусства со всей Европы хранилась в соляной шахте Альтаусзее в округе Лицен в Штирии. Начиная с 1945 года союзники доставляли их на грузовиках в Центральный пункт сбора в Мюнхене, расположенный в фюрербау и в административном здании НСДАП.
Значительная часть личной коллекции Германа Геринга почти до самого конца войны оставалась в парадных залах его резиденции Каринхаль в Шорфхайде к северо-западу от Берлина. В январе 1945 года Геринг распорядился перевезти коллекцию произведений искусства в Берхтесгаден на специальных поездах и хранить там в штольнях. Затем художественные ценности были выгружены и доставлены в бомбоубежища; в последние дни войны некоторые картины и гобелены были украдены из поездов мародерами.

### Кража произведений искусства во Франции
После капитуляции Франции Адольф Гитлер издал 30 июня 1940 года приказ о конфискации произведений искусства, принадлежащих французскому государству и частным лицам, в особенности евреям. Исполнением приказа занимались три организации: Служба защиты произведений искусства вермахта под руководством историка искусства Франца Вольфа-Меттерниха (1893–1978); посольство Германии в Париже, в том числе посол Отто Абец, ставший доверенным лицом министра иностранных дел Иоахима фон Риббентропа; и оперативный штаб рейхсляйтера Розенберга. Это привело к соперничеству между различными сторонами, ответственными за масштабные и далеко идущие конфискации во Франции. Вольф-Меттерних, серьёзно относившийся к своей обязанности по защите произведений искусства, неоднократно указывал на то, что конфискация нарушает Гаагскую конвенцию. В 1942 году Гитлер отправил его в отпуск, а в октябре 1943 года освободил от должности. Оперативный штаб рейхсляйтера Розенберга отверг законность Гаагских конвенций 1907 года, защищавших частную собственность, на том основании, что они не распространялись на евреев и их имущество.
До войны значительная часть французских произведений искусства находилась в коллекциях и арт-дилерских конторах еврейских семей, таких как Ротшильды и братья Бернгейм-Жён, Леви де Бенцион (1873–1943), Альфонс Канн, Давид Давид-Вайль, Маргарита Штерн, Альфонс Шлосс, Жорж Вильденштейн и Пауль Розенберг. Многие из них бежали от немецкого вторжения, но были вынуждены оставить свои коллекции. С июля по сентябрь 1940 года посол Абец конфисковал в первую очередь художественные ценности французского государства и музеев, а также произведения еврейских граждан. С ноября 1940 года оперативный штаб Розенберга систематически обыскивал галереи, квартиры, склады и художественные хранилища «богатых французских евреев». В общей сложности штаб конфисковал во Франции более 21 тысячи произведений искусства.
Благодаря личным усилиям Розы Валлан была проведена инвентаризация похищенных предметов. Это позволило восстановить историю конфискации 21 902 произведений искусства из 203 художественных коллекций во Франции. Стоимость произведений искусства, собранных к марту 1941 года, была оценена берлинским руководством оперативного штаба Розенберга более чем в миллиард рейхсмарок. С апреля 1941 года по июль 1944 года оперативный штаб Розенберга отправил в Германию 4174 ящика с культурными ценностями, совершив 29 перевозок. Кроме того, в ходе операции «Акция М» были разграблены мебель и предметы домашнего обихода, ранее принадлежавшие евреям: в 29 436 железнодорожных вагонах в Германию было перевезено более миллиона кубометров грузов из 71 619 квартир.
Согласно приказу фюрера от 18 ноября 1940 года, конфискованные произведения искусства были предоставлены Гитлеру для его будущего музея в Линце. Они были размещены в замках Нойшванштайн, Кимзе, Буксхайм (Бавария), Когль-им-Аттергау и Зайзенегг (Австрия) и Никольсбург (Чехословакия).
В 2013 году Гётц Али описал другой вариант кражи произведений искусства на примере Вальтера Борнхайма (Мюнхен). В этом случае произведения искусства были «приобретены» за французскую валюту, которая, благодаря бухгалтерским уловкам рейхсбанка, была напрямую выставлена на счёт оккупированного государства через имперскую кредитную кассу в Париже.

### Кража произведений искусства в Польше
Немецкая оккупация Польши с 1939 года сопровождалась целенаправленным, систематическим разграблением польского культурного наследия. Оно преследовало не только экономические или коллекционные цели, но и было частью комплексной стратегии по уничтожению польской национальной идентичности.
Сразу после вторжения в Польшу немецкие спецподразделения, такие как оперативный штаб рейхсляйтера Розенберга, зондеркоманда Мюльмана и команда Паульзена, начали конфискацию культурных ценностей. Произведения искусства, рукописи, книги, архивы и предметы церковного обихода изымались из музеев, церквей, библиотек и частных коллекций.
Акция затронула как территории, аннексированные Германией, так и территории Генерал-губернаторства. Ключевую роль в этом сыграл Каетан Мюльман, координировавший кражу произведений искусства от имени Германа Геринга.
По самым скромным оценкам, в результате немецкой оккупации Польша потеряла более 516 тысяч произведений искусства и культуры, включая около 11 тысяч работ польских художников, 2800 картин европейских мастеров, более 1400 скульптур, около 75 тысяч рукописей, 25 тысяч карт, а также миллионы книг, инкунабул и исторических документов.
Среди наиболее известных случаев – кража алтаря работы Вита Штосса из Мариацкого костёла в Кракове, картины «Дама с горностаем» Леонардо да Винчи и «Портрет юноши» Рафаэля.
Библиотеки также систематически уничтожались или разграблялись: только Национальная библиотека в Варшаве потеряла около 800 тысяч томов, включая тысячи незаменимых рукописей.
После войны министерство культуры Польши опубликовало каталоги потерь, а затем создало онлайн-базу данных для отслеживания украденных объектов и инициирования процедур возврата. Несмотря на активные усилия, судьба многих культурных объектов до сих пор остаётся невыясненной.

### Кража произведений искусства на оккупированной территории СССР
В ходе войны на уничтожение против Советского Союза различные организации были заняты исключительно конфискацией произведений искусства и культурных ценностей. Например, спецотряд Кюнсберга, основанный рейхсминистром иностранных дел Риббентропом, конфисковал сотни тысяч библиофильских произведений и перевез их в Берлин. Спецотряд Кюнсберга действовал как самостоятельное подразделение на передовой, выполняя секретные задания рейхсминистра иностранных дел Риббентропа, и одновременно, действуя в виде тайной полевой полиции по поручению генерала Гальдера, конфисковывал внешнеполитические документы. Финансирование осуществлялось войсками СС. С 1942 года эти операции проводились по поручению Верховного командования вермахта.
После оккупации городов «захват» культурных учреждений происходил в строго определённом порядке. Особым объектом вожделения был ленинградский Эрмитаж. При этом наблюдалась абсурдная конкуренция с другими немецкими организациями, занимавшимися кражей произведений искусства. Уже в 1942 году награбленное было представлено на берлинской Харденбергштрассе на выставке под названием «Образцы имущества, захваченного спецотрядом министерства иностранных дел в ходе операции „Россия“». Избранная группа представителей нацистской и эсэсовской элиты, а также представители министерств были приглашены для осмотра награбленного. На территорию рейха было вывезено более 69 тысяч географических карт, 75 тысяч единиц географической литературы и 37 500 ценных томов прошлых веков из царских дворцов в Пушкине, Царском Селе и Гатчине, расположенных к югу от Ленинграда. Помимо Имперского министерства оккупированных восточных территорий Розенберга и отделов министерства иностранных дел, большой интерес к украденной советской научной литературе, документам и плакатам проявили многочисленные нацистские исследовательские институты и специализированные библиотеки. Организация Эберхарда фон Кюнсберга, переименованная в 1942 году в отряд ваффен-СС особого назначения, была распущена в 1943 году. 
Кража произведений искусства нацистами во время Второй мировой войны достигла совершенно иных масштабов в восточной части континента, чем в западных странах. Культурное разрушение целых регионов – выселение, разграбление и уничтожение культурных ценностей – следует рассматривать в общем комплексе колониальной эксплуатации и расистской мегаломании национал-социалистов по отношению к Советскому Союзу.

### Возврат украденных произведений искусства после войны
Начиная с 1945 года союзники перевозили трофейные предметы искусства с мест их обнаружения в различные центральные пункты сбора в Мюнхене, Висбадене и Марбурге, где они их фотографировали, каталогизировали, проверяли их происхождение, после чего возвращали законным владельцам. В 1949 году пункт сбора прекратил свою деятельность и передал свои функции Немецкому комитету по реституции. В 1952 году его сменило Немецкое опекунское управление культурными ценностями, которое подчинялось министерству иностранных дел ФРГ.
1 января 1963 года земельное управление финансов в Мюнхене приняло все документы и оставшиеся произведения искусства. Согласно статье 134, параграф 1 Основного закона ФРГ стала владельцем оставшихся 3 500 инвентарных номеров, которые в действительности охватывали гораздо большее число объектов. Документы и акты, содержащие информацию о происхождении произведений искусства, находятся в Федеральном архиве в Кобленце.
В немецких архивах, учреждениях культуры и музеях до сих пор находятся культурные ценности, незаконно присвоенные в период национал-социализма, в основном принадлежавшие евреям. По оценкам исследователя трофейного искусства Гюнтера Вермуша национал-социалисты похитили с оккупированных территорий от трёх до пяти миллионов произведений искусства. К середине 1960-х годов около 80 % из них были возвращены законным владельцам. После этого имели место лишь отдельные случаи реституции. Таким образом, 500 тысяч произведений искусства до сих пор не были возвращены владельцам или их наследникам. Это касается конфиската на оккупированных территориях. К этому следует добавить также произведения искусства, конфискованные в Германии в процессе так называемой ариизации еврейской собственности, а также изъятые из государственных собраний в ходе кампании по борьбе с «дегенеративным искусством».
В 1998 году Германия заявила о своей готовности вернуть произведения искусства в соответствии с Вашингтонской декларацией даже при отсутствии международных или гражданско-правовых обязательств.

### Реституция в Австрии
После окончания Второй мировой войны многочисленные произведения искусства находились в собственности австрийских коллекций и музеев. Требования о реституции, предъявляемые жертвами, их наследниками или правопреемниками, десятилетиями отклонялись или игнорировались. Судебные иски в большинстве случаев были прекращены или отклонены безрезультатно. Лишь в 1998 году был принят специальный закон, сделавший возможным передачу конфискованных произведений искусства их законным владельцам или наследникам: Закон о реституции.
Но даже после этого процесс реституции проходил не так гладко. Особенно сложным был случай возврата «Портрета Валли» Эгона Шиле. Картина, принадлежавшая австрийскому коллекционеру Рудольфу Леопольду, была арестована на выставке в Нью-Йорке в 1998 году. Процесс длился до марта 2008 года и стоил 2,9 млн долларов. В 2008 году выставка картин австрийского художника Альбина Эггер-Линца в венском Музее Леопольда вновь выявила слабые места в Законе о реституции. Возникло подозрение, что четырнадцать картин в своё время были конфискованы нацистами. Выяснилось, что одна из картин была изъята нацистами у владельцев-евреев («Дремучий лес», конфискованный гестапо у супругов Георга и Эрны Душински). Но поскольку картина теперь находилась в собственности частного фонда, закон на неё не распространялся. Случай получил достаточно широкую огласку в прессе, так как коллекционер Рудольф Леопольд отрицал свою причастность, а еврейская община, назвавшая это «издевательством над жертвами нацизма», потребовала закрытия Музея Леопольда.

## Трофейное искусство в странах антигитлеровской коалиции

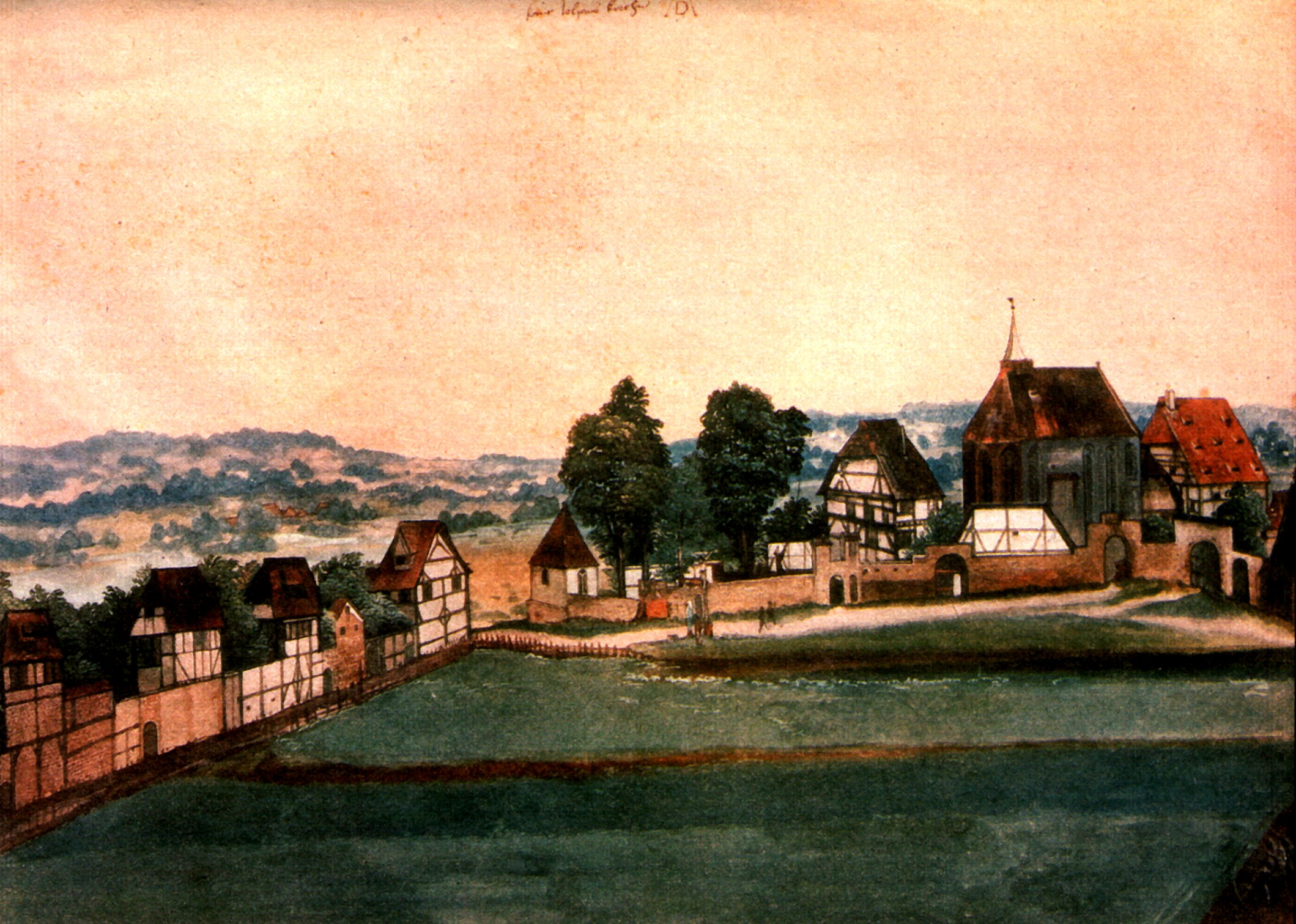
Акварель Дюрера «Кладбище Йоханиса в Нюрнберге» из собрания Бременской художественной галереи в качестве трофея находится в Эрмитаже

### Трофейное искусство в США
Сол Шанелес, скончавшийся в 1990 году исследователь краж произведений искусства и профессор уголовного права Ратгерского университета в Нью Джерси, сообщил о большом транспортном самолёте, набитом до отказа немецкими культурными ценностями, который вылетел из Мюнхена в США летом 1945 года. Что с ним стало, остаётся загадкой по сей день.
Шанелес также сообщил об исчезновении коллекции Шлосса, собрания голландских мастеров XVII века, которое после настоящего конфликта между Вишистской Францией и нацистами якобы должно находиться в запасниках Национальной галереи в Вашингтоне. Однако мнение Шанелеса о том, что усилия американцев по возвращению законным владельцам предметов искусства, изъятых нацистами в качестве трофеев, не увенчались успехом, считается преувеличенным. В других случаях именно он раскрыл обстоятельства приобретения американскими коллекционерами произведений искусства, ранее принадлежавших евреям. Довольно часто солдаты союзников лично обогащались этими предметами или брали их с собой в качестве «сувенира».

### Трофейное искусство в России

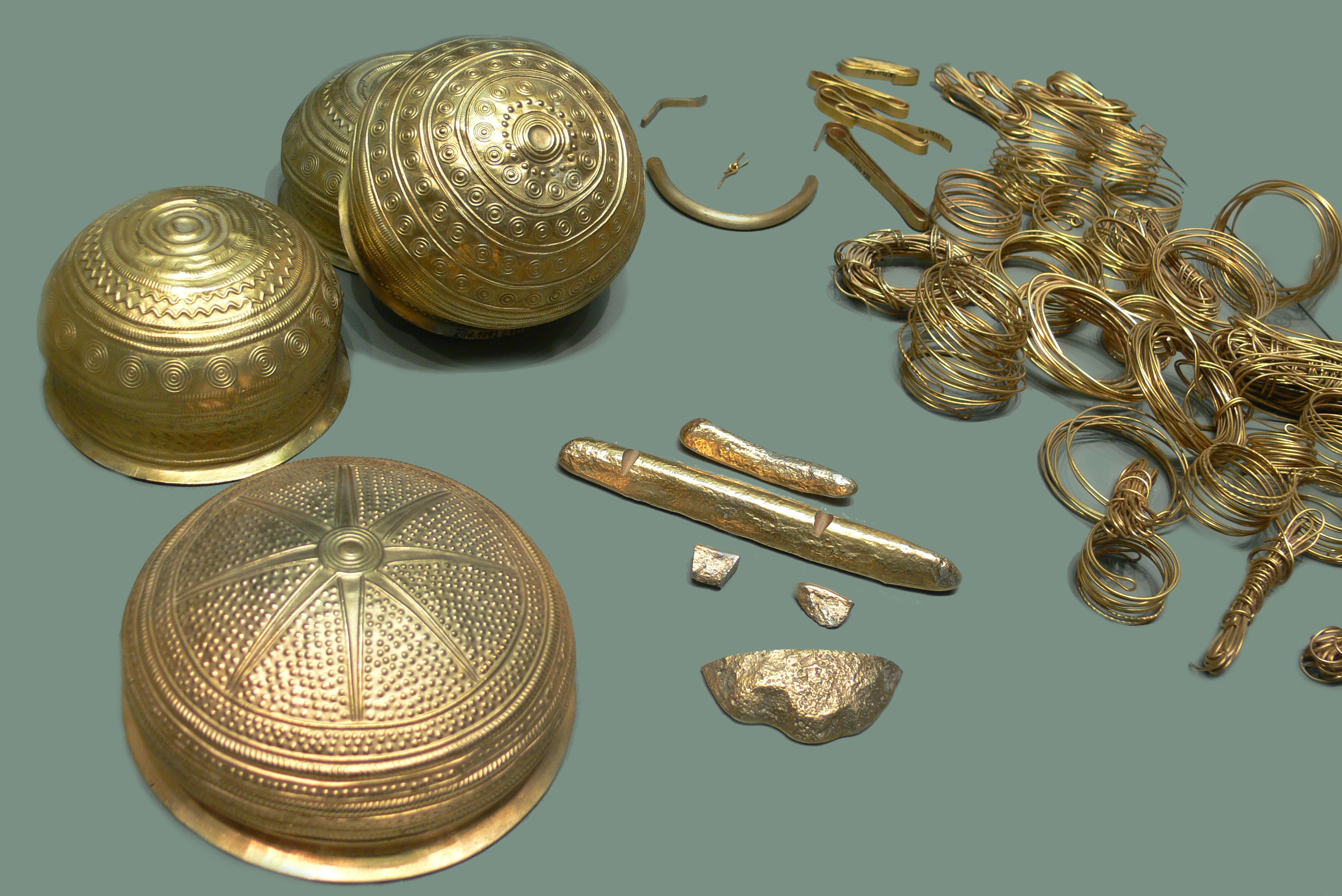
Золотые изделия Бронзового века (Эберсвальдский клад) в качестве трофея находятся в Пушкинском музее в Москве

С 1945 по 1947 год в советской зоне оккупации Германии советскими «трофейными бригадами» были конфискованы и вывезены в Советский Союз многочисленные немецкие культурные ценности. В 1955 году Советский Союз вернул картины Дрезденской картинной галереи, однако лишь в 1992 году российское правительство приоткрыло завесу многолетней строгой секретности, окружавшую трофейные произведения искусства, спрятанные в тайных хранилищах. Германо-российский договор предусматривал возвращение «незаконно вывезенных культурных ценностей их законным владельцам». Впоследствии решение проблемы «трофейного искусства» привело к серьёзным внутриполитическим спорам в России. Государственная дума неоднократно объявляла «трофейное искусство» постоянной собственностью России, несмотря на противодействие президента Бориса Ельцина. Вопрос трофейного искусства является существенной и до сих пор нерешённой проблемой в германо-российских отношениях.
В 1990-х годах Пушкинский музей и Исторический музей в Москве, равно как и Эрмитаж в Санкт-Петербурге начали извлекать трофейное искусство из запасников и экспонировать его на выставках. Например, в 1995 году Эрмитаж показал французская живопись XIX века из коллекций Карла Фридриха фон Сименса, Эдуарда фон дер Хайдта, Алисы Майер (вдовы Эдуарда Лоренца Лоренц-Майера), Отто Герстенберга, Отто Кребса, Бернарда Колера и Моники Заксе (вдовы Пауля Заксе). Год спустя последовала выставка рисунков из частных немецких коллекций. В 1995 году Пушкинский музей показал выставку «Дважды спасённые. Произведения европейской живописи XIV—XIX веков, перемещенные на территорию Советского Союза из Германии в результате Второй мировой войны», в 1996 году — так называемый клад Приама и в 2007 году находки эпохи Меровингов из Берлинского музея доисторического периода и ранней истории, в том числе ножны для меча из Гутенштайна (Зигмаринген). Другими значительными объектами трофейного искусства в России являются обширные фонды Бременской художественной галереи («Балдинская коллекция»), обширные фонды Восточноазиатской коллекции Музея азиатского искусства в Берлине, наследие Фердинанда Лассаля и Вальтера Ратенау, фонды Готской научной библиотеки, фонды Княжеской библиотеки в Вернигероде, а также Оружейная палата Вартбурга. В 2008 году стало известно, что в музее украинского города Симферополя экспонируются 87 картин из Музея Сюрмонда-Людвига Аахена, которые до 2005 года считались пропавшими.
В 2013 году в рамках выставки «Бронзовый век — Европа без границ» в Санкт-Петербурге был показан Эберсвальдский клад. В краткой речи по случаю открытия выставки 21 июня 2013 года канцлер Германии Ангела Меркель призвала российское правительство вернуть похищенные немецкие культурные ценности.
В 2016 году в ГМИИ имени Пушкина в Москве были обнаружены 59 скульптур выдающихся итальянских мастеров, таких как Донателло, Лукка делла Роббиа и Джованни Пизано. Ранее эта коллекция находилась в берлинском Музее кайзера Фридриха (ныне Музей Боде).

#### Возврат в ГДР
В 1955 году было принято решение о передаче из СССР в ГДР полотен Дрезденской картинной галереи
Крупнейший возврат трофейного искусства из СССР произошёл согласно протоколу, подписанному между Советским Союзом и ГДР в Берлине 29 июля 1960 года. В рамках исполнения этого документа в ГДР были переданы из СССР:
- 1 571 995 предметов;
- 121 ящик книг;
- звуковые архивы и музыкальные записи;
- более 3 млн архивных дел;
- 354271 произведение искусства (картины, рисунки, монеты и т. п.) из Государственного музея изобразительных искусств им. А. С. Пушкина.

Передача по протоколу 1960 года коснулась только ГДР.
После распада СССР в объединённую Германию из Российской Федерации были возвращены лишь некоторые культурные ценности. Например, в марте 1993 года Россия передала Германии пять книг из Готской научной библиотеки. По данным германской стороны, в России находятся 4,6 млн книг, 200 тысяч произведений искусства и множество архивных документов.
Федеральный закон от 15 апреля 1998 года «О культурных ценностях, перемещенных в Союз ССР в результате Второй мировой войны и находящихся на территории Российской Федерации» установил, что «культурные ценности, перемещенные в осуществление компенсаторной реституции с территорий Германии и ее бывших военных союзников — Болгарии, Венгрии, Италии, Румынии и Финляндии на территорию Союза ССР в соответствии с приказами военного командования Советской Армии, Советской военной администрации в Германии, распоряжениями других компетентных органов Союза ССР и находящиеся в настоящее время на территории Российской Федерации» являются достоянием Российской Федерации.

### Трофейное искусство в Польше
В Польше также находится весьма обширная коллекция предметов немецкой культуры, состоящая из драгоценных рукописей, среди которых — письма Иоганна Вольфганга Гёте и Людвига Ван Бетховена. Это — художественное собрание под названием Берлинка (происходящее из Берлина), а также Pruski skarb («Прусский клад»). Вскоре по окончании Второй мировой войны рукописи из Прусской государственной библиотеки (Берлинской государственной библиотеки) складировались в одном силезском монастыре, откуда они весной 1945 года были вывезены. На протяжении четырёх десятилетий они считались утраченными во время войны. Специалисты оберегали коллекционные фонды от возможных разрушений, и сегодня их можно найти в Ягеллонской библиотеке в Кракове. В число сокровищ Музея польской авиации в Кракове входят также предметы из бывшей «Коллекции Геринга».

### Исследования происхождения
Так называемая Вашингтонская декларация (Вашингтон Principles) от 3 декабря 1998 года — первоначально «Принципы вашингтонской конференции в отношении произведений искусства, которые были изъяты национал-социалистами» — является для государств, подписавших её, юридически не обязательным соглашением. Она была создана для того, чтобы идентифицировать конфискованные во время нацизма произведения искусства, чтобы разыскать их довоенных владельцев или наследников найти «справедливое и честное решение». В Германии уже в 1994 году в Бремене был основан Координационный центр утраченных культурных ценностей, который в 1998 году получил дополнительные полномочия и переместился в Магдебург.